# Westwego
Westwego és una població dels Estats Units a l'estat de Louisiana. Segons el cens del 2000 tenia 10.763 habitants.

## Demografia
Segons el cens del 2000, Westwego tenia 10.763 habitants, 4.211 habitatges, i 2.850 famílies. La densitat de població era de 1.302,7 habitants/km².
Dels 4.211 habitatges en un 32,7% hi vivien nens de menys de 18 anys, en un 41,1% hi vivien parelles casades, en un 20,8% dones solteres, i en un 32,3% no eren unitats familiars. En el 26,7% dels habitatges hi vivien persones soles el 10,5% de les quals corresponia a persones de 65 anys o més que vivien soles. El nombre mitjà de persones vivint en cada habitatge era de 2,56 i el nombre mitjà de persones que vivien en cada família era de 3,1.
Per edats la població es repartia de la següent manera: un 27,5% tenia menys de 18 anys, un 8,9% entre 18 i 24, un 29,9% entre 25 i 44, un 21,2% de 45 a 60 i un 12,5% 65 anys o més.
L'edat mediana era de 35 anys. Per cada 100 dones de 18 o més anys hi havia 84,6 homes.
La renda mediana per habitatge era de 27.218 $ i la renda mediana per família de 31.187 $. Els homes tenien una renda mediana de 29.398 $ mentre que les dones 18.916 $. La renda per capita de la població era de 13.160 $. Entorn del 17,9% de les famílies i el 22,4% de la població estaven per davall del llindar de pobresa.

## Poblacions més properes
El següent diagrama mostra les poblacions més properes.